# Комиссаровское сельское поселение (Дубовский район)
Комиссаровское сельское поселение — муниципальное образование в Дубовском районе Ростовской области.
Административный центр поселения — хутор Сиротский.

## Состав сельского поселения
| № | Населённый пункт | Тип населённого пункта        | Население |
| - | ---------------- | ----------------------------- | --------- |
| 1 | Сиротский        | хутор, административный центр | ↘944      |
| 2 | Снежный          | хутор                         | ↗121      |
| 3 | Тюльпанный       | хутор                         | ↘103      |
| 4 | Холостонур       | хутор                         | ↘144      |

## Население
| 2010  | 2012  | 2013  | 2014  | 2015  | 2016  | 2017  |
| ----- | ----- | ----- | ----- | ----- | ----- | ----- |
| 1312  | ↘1291 | ↘1290 | ↗1310 | ↗1319 | ↗1343 | ↗1356 |
| 2018  | 2019  | 2020  | 2021  |       |       |       |
| ↗1361 | ↘1349 | ↘1336 | ↗1352 |       |       |       |